# عزیز (مجموعه تلویزیونی)
عزیز (به ترکی استانبولی: AZIZ) مجموعۀ تلویزیونی ترکیه‌ای با درونمایه و تمی میهن‌پرستانه است در ژانر تاریخی، رومانس، ملودرام و اکشن، محصول O3 Medya به کارگردانی رجایی کاراگز. نخستین قسمت عزیز، در تاریخ ۵ نوامبر سال ۲۰۲۱ منتشر شد. آغاز رویداد این سریال، در سال ۱۹۳۴ میلادی رخ می‌دهد، هنگامی‌که استان هاتای در ترکیه کنونی با مرکزیت آنتاکیا، تحت استعمار و استثمار کشور فرانسه است. قسمت پایانی سریال ۲۸ قسمتی عزیز در یک فصل که از کانال شو تی‌وی ترکیه برای بینندگان به تصویر درآمد در تاریخ ۳ ژوئن ۲۰۲۲ به پایان رسید.

## خلاصه داستان
برای جلوگیری از فاش نشدن این سریال بیست و هشت قسمتی، تنها شرحی مختصر از چند دقیقهٔ آغازین قسمت نخست آن داده شده.
عزیز پایدار، پسر ادیب پایدار: «خان، بزرگ‌زاده و صاحب نامورترین قالی‌فروشی» آنتاکیاست درست در زمانیکه آنتاکیا تحت استثمار و استعمار حاکمان فرانسوی‌ست. عزیز که جوانمردی‌فرهیخته است از نوجوانی دل‌باختهٔ دختری زیباچهر به نام «دل‌ربا» و خواهان ازدواج با اوست. شبی، «عزیز، پسر عمویش: آدم و پسر فرمان‌روای فرانسوی آنتاکیا: آندره» در کافه‌ای قرار ملاقات گذاشتند تا عزیز، مژدهٔ ازدواجش با دلربا را به آنان برساند. درست در همان زمان، زد و خوردی شدید، میان آندره و جوانی‌کیک‌فروش که قصد فروش کیک‌هایش به فرانسوی‌ها را نَداشت رخ می‌دهد. عزیز که خون میهن‌پرستی در رگهایش جاریست از جای برخاسته و با میانجیگری، آندره را وادار می‌سازد تا دست از ضرب و شتم جوان کیک‌فروش بردارد، خشم و نفرت همهٔ وجود آندره را فرا می‌گیرد و با فریاد اعلام می‌کند که آنتاکیا، متعلق به فرانسوی‌هاست و از کافه خارج می‌شود. لحظه‌ای بعد، عزیز نیز از کافه خارج می‌شود و با فریاد «کمک» دختری در جای خود متوقف می‌شود. شتابان به سمت فریاد دختر، در گذرگهی تاریک می‌رسد و با آندره که قصد تعرض به دختری ترک‌تبار را دارد روبرو می‌شود؛ آندره با اسلحه عزیز را نشانه می‌گیرد ولی عزیز، زودتر، آندره را به هلاکت می‌رساند. عزیز، هراسان به عمارت پدری رسیده و این رخداد را برای پدر و عمویش بازگو می‌کند. ادیب پایدار که نگران جان عزیز است ازو خواهش می‌کند تا آبها از آسیاب بیفتند این دیار را ترک گوید. عزیز، شبانه، هنگام خروج از شهر برای خداحافظی به سوی دلربا می‌رود و بدون آشکارسازی این راز، خواهان سوگند دلربا می‌شود تا چشم‌به‌راهش بماند. پس از خروج عزیز، جوان کیک‌فروش به اتهام قتل آندره در برابر چشم همگان اعدام می‌شود. مدت‌زمانی بعد، عزیز با خطر مرگ مواجه می‌شود و جان سالم به در می‌برد اما خبر نادرست مرگ عزیز سراسر آنتاکیا را فرا می‌گیرد… دو سال بعد، زمانیکه اوضاع آرام می‌شود، عزیز دوباره به آنتاکیا بازمی‌گردد ولی به جای آن عمارت پر شکوه، با ویرانه‌ای متروک روبرو می‌شود. نگران به سوی منزل عمویش می‌رود و آنجا با شنیدن خبر خودکشی پدرش از گالیپ پایدار، «حیران و آسیمه» و سپس با دلربا مواجه می‌شود، دلربایی که با آدم، پسرعموی عزیز نامزد شده…

## بازیگران و شخصیت‌ها[۲]
| بازیگر                                                         | کاراکتر | نقش                 |
| -------------------------------------------------------------- | --- | ------------------- |
| مورات ییلدریم "به ترکی استانبولی" مراد ییلدیریم Murat Yıldırım | عزیز پایدار Aziz Payidar | اصلی                |
| داملا سونمز Damla Sönmez                                       | دلربا پاشازاده‌اوئلو Dilruba Paşazadeoğlu | اصلی قسمت"۲۴-۱"     |
| سیمای بارلاس Simay Barlas                                      | افنان Efnan | اصلی                |
| احمد ممتاز تایلان Ahmet Mümtaz Taylan                          | گالیپ پایدار Galip Payidar | اصلی                |
| فیرات تانیش Fırat Tanış                                        | دِلِگه: پیر مارتین "Délégué: "Pierre Martin دِلِگه: پیر مارتین: نماینده و فرمانروای فرانسوی حاکم بر آنتاکیا (دِلِگه: Délégué در فرهنگ واژگان زبان فرانسه به معنای نماینده است.) | اصلی                |
| مرال چتین‌کایا Meral Çetinkaya                                  | مادر حتیجه "خدیجه" Hatice Ana | مکمل                |
| گووَن مورات آک‌پینار Güven Murat Akpınar                         | آدم پایدار Adem Payidar | مکمل                |
| فسون دمیرل Füsun Demirel                                       | نیگار "نگار" پایدار Nigar Payidar | مکمل                |
| الیف سونمز Elif Sönmez                                         | مکسوده "مقصوده" پایدار Maksude Payidar | مکمل                |
| ارن حاج‌عیسالی‌اوئلو Eren Hacısalihoğlu                          | کنان "کنعان" Kenan | مکمل                |
| ایمان البانی Iman ElBani                                       | پرنسس فوزیه Princess Fawzia Fuad | میهمان قسمت "۸-۷"   |
| حیدر کویل Haydar Köyel                                         | صلاح‌الدین Selahattin | مکمل                |
| باران آک‌بولوت Baran Akbulut                                    | موصطفا "مصطفا" Mustafa | مکمل قسمت "۱۳-۱"    |
| سوزان کاردش Suzan Kardeş                                       | عظیمه Azime | مکمل                |
| جنان چامی اوردو Cenan Çamyurdu                                 | جمو Cemo | مکمل                |
| آیتن سویکوک Ayten Soykök                                       | هاندان پایدار Handan Payidar | مکمل قسمت "۲۰-۱"    |
| کُرجان کُل Korcan Kol                                            | فرانسوا François | مکمل                |
| برکای آکن Berkay Akın                                          | اصلان Aslan | مکمل                |
| علی ریضا "علیرضا" کوبیلای Ali Riza Kubilay                     | موسیو میلان Monsieur Milan | مکمل قسمت"۲۶-۲۳"    |
| اردم اکاک‌چه Erdem Akakçe                                       | ذوالفیکار "ذوالفقار" Zülfikar | میهمان قسمت "۱"     |
| هاکان آیدن Hakan Aydın                                         | فرانتس مُنیه: (رئیس کمیسیون انتخابات سازمان جوامع بین‌الملل) Monsieur Franz MEUNIER                                                                                         | میهمان قسمت "۲۴-۲۳" |
| کورکماز پولات Korkmaz Polat                                    | هنری نورث‌چایلد Mr. Henry Northchild | میهمان قسمت "۲۴-۲۳" |
| اسرا شن‌گون‌آلپ Esra Şengünalp                                   | زهرا Zehra | میهمان قسمت "۲۸-۲۷" |